# پروتوکاتکویک آلدهید
پروتوکاتکویک آلدهید (به انگلیسی: Protocatechuic aldehyde) با فرمول شیمیایی C7H6O3 یک ترکیب شیمیایی با شناسه پاب‌کم 11985121 است. که جرم مولی آن ۱۳۸٫۱۲ گرم بر مول می‌باشد. 